# Landabsatz
Als Landabsatz bezeichnet man den Teil der Tagesanlagen eines Bergwerkes (Ruhrgebiet: Zeche) (Gebäude und Verladefläche), in dem die Bergbauprodukte direkt an Kleinhändler und Privatleute verkauft und verladen werden.

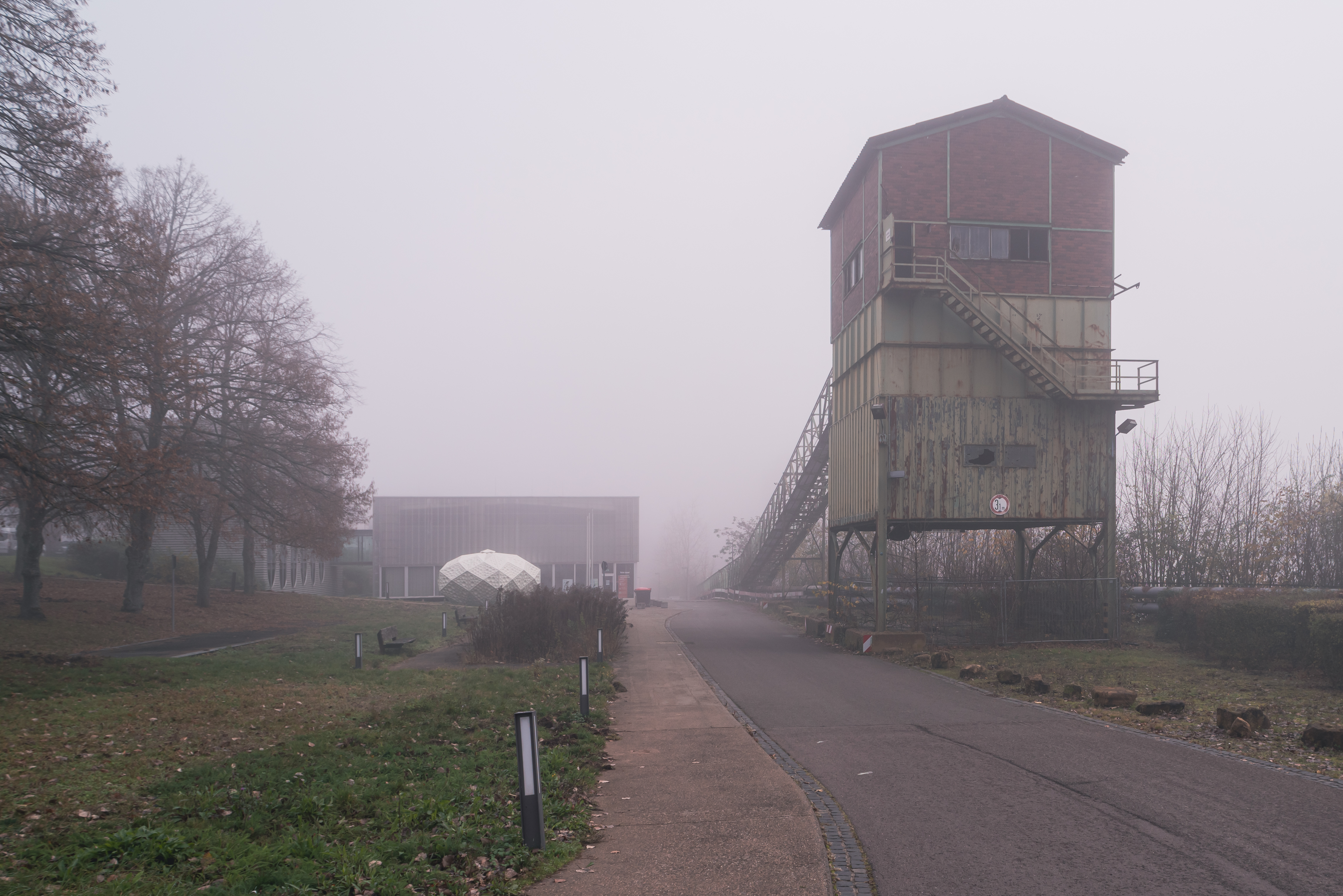
Der ehemalige Landabsatz der Grube Göttelborn

Der Begriff "Landabsatz" rührt auch daher, dass die Waren von hier aus nicht über die Schiene oder zu Wasser, sondern über die Straße ("zu Land") abtransportiert werden.
Verkauft bzw. Verladen werden hier Zechenprodukte wie z. B. Kohlen für den Hausbrand, Eierkohlen, Brikett, aber auch Bergematerial als Baustoff.
Zudem war hier die Ausgabe der Deputatkohle an die Beschäftigten.
Bei einigen Zechen fungierte deren Landabsatz, auch nach Einstellung der eigenen Kohlenförderung, noch als Landabsatz der Zechen, der jeweiligen Verbünde, z. B. Zeche Humboldt (für  Zeche Vereinigte Rosen- und Blumendelle in Mülheim-Heißen) und Zeche Holland (für Zeche Zollverein in (Bochum-)Wattenscheid).